# William Murdoch (ingenieur)

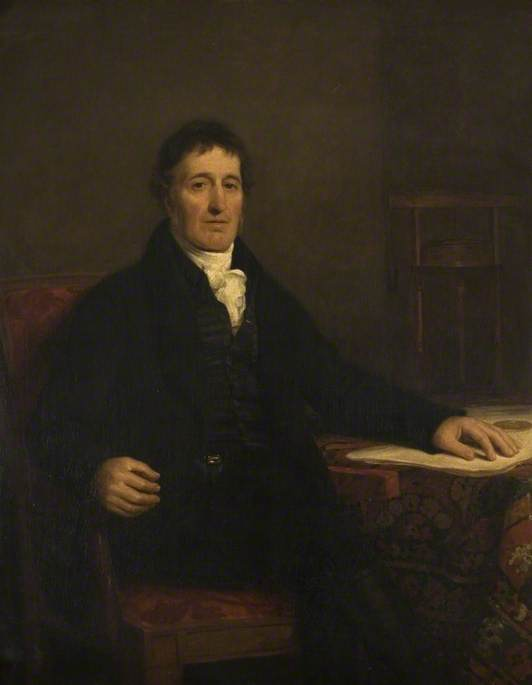
William Murdoch.

William Murdoch (ook gespeld als Murdock) (Lugar (Ayrshire, Schotland), 21 augustus 1754 – Handsworth bij Birmingham, 15 november 1839) was een Schotse ingenieur en uitvinder. Hij verengelste zijn achternaam naar Murdock toen hij naar Engeland verhuisde.

## Biografie

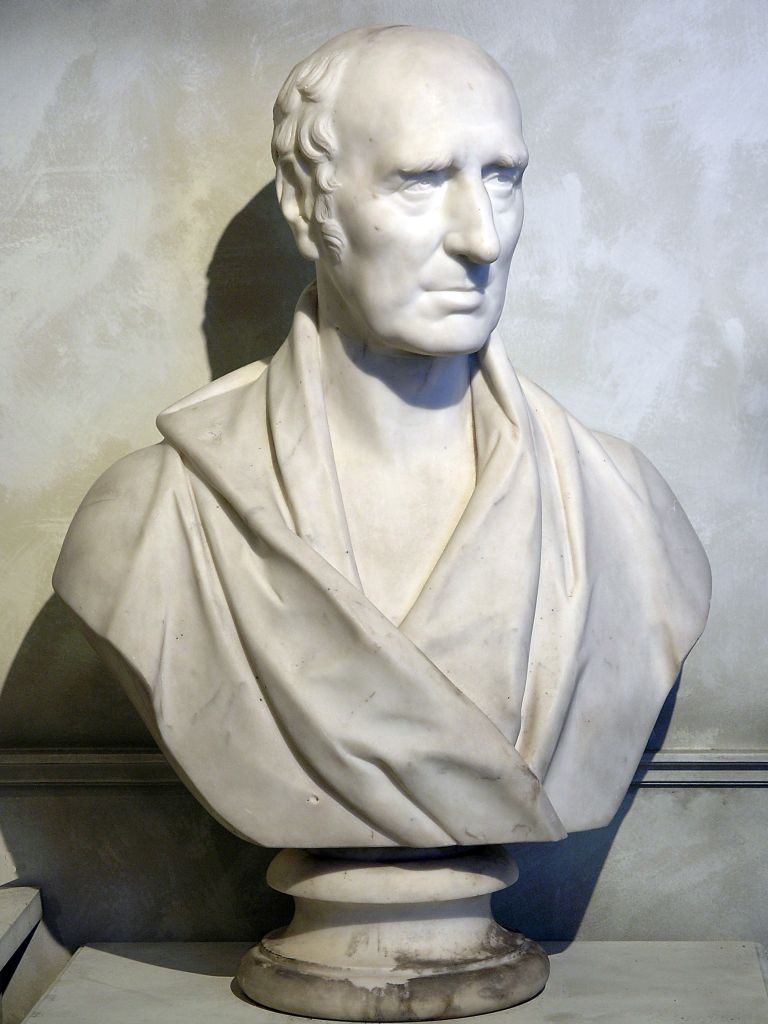
Marble Bust of Murdock by E. G. Papworth.

In 1777 begon Murdoch zijn carrière bij de firma Boulton & Watt in Smethwick bij Birmingham, eerst als matrijzenmaker, later in Cornwall, waar hij stoommachines bouwde en onderhield die de tinmijnen daar ontwaterden.
Naast een aantal uitvindingen op het gebied van stoommachines en in de chemie is hij vooral bekend geworden door de uitvinding van een praktische gasverlichting door het verbranden van lichtgas. In 1792 ontdekte hij een methode om door middel van droge distillatie van steenkool brandbaar gas te maken, dat aangestoken een constante lichtbron vormde. Hij gebruikte zijn gasverlichting het eerst in zijn buitenhuis in Rudruth in Cornwall. Na zijn terugkeer in 1798 woonde Murdoch de rest van zijn leven in Birmingham. 
Omdat hij geen patent had aangevraagd kon de concurrentie zijn idee op grote schaal overnemen. Wel ontving hij in 1806 de Rumford Medal voor zijn uitvinding. Nog voor zijn overlijden was openbare gasverlichting in Engelse steden gemeengoed.
- Gemeinsame Normdatei: 119193671
- International Standard Name Identifier: 0000 0000 8392 2115
- Library of Congress Control Number: n87933824
- Nationale Bibliotheek van Tsjechië: ntk2010537627
- Nationale bibliotheek van Australië: 36592049
- Nederlandse Thesaurus van Auteursnamen: 108108457
- SNAC: w6wd6723
- Trove: 1310143
- Virtual International Authority File: 69991051
- WorldCat: E39PBJgmRhxjjD7C7q9749QH4q